# Schloss Groß Germersleben

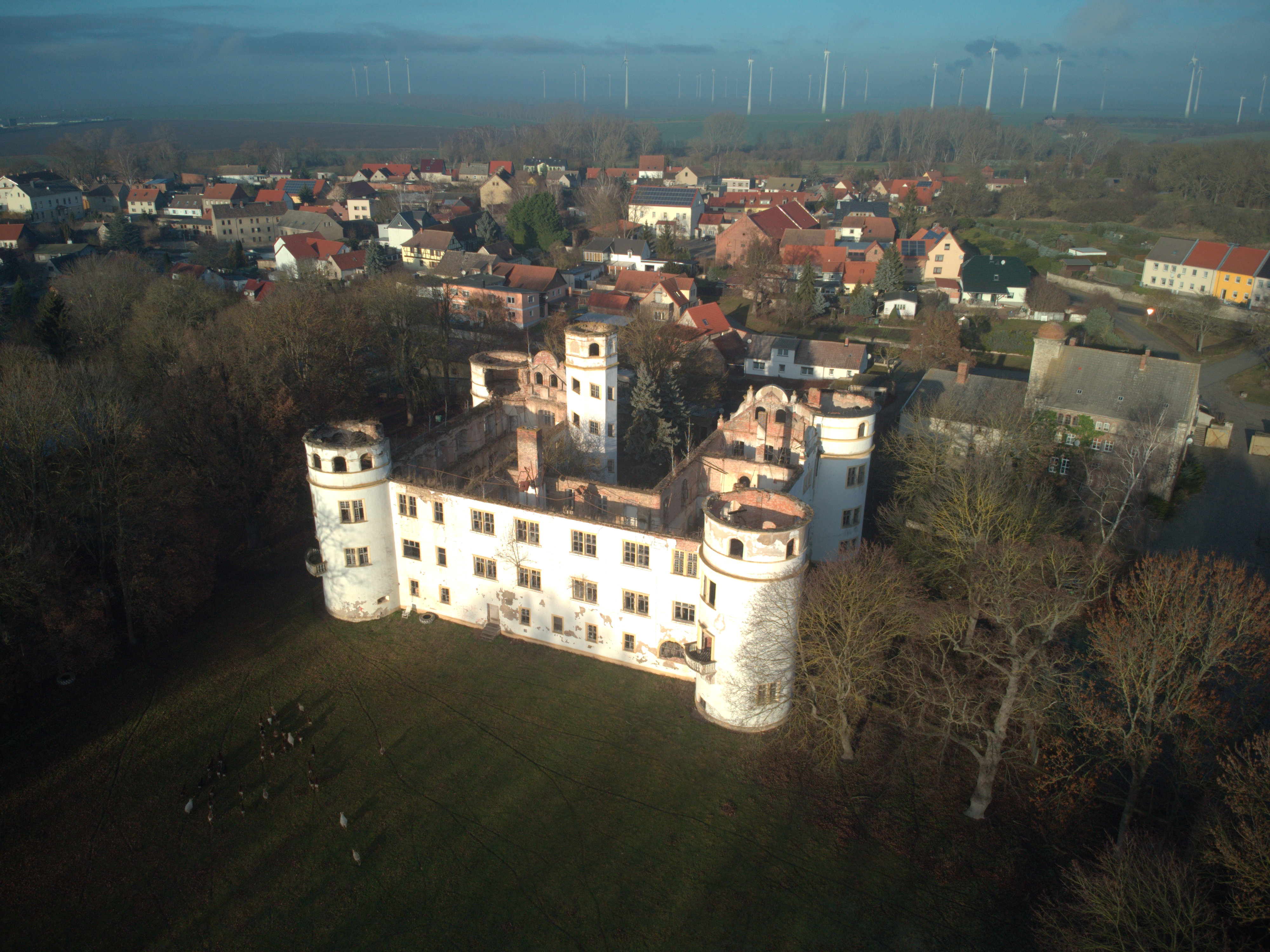
Schloss Groß Germersleben

Das Schloss Groß Germersleben ist ein zur Ruine verfallenes denkmalgeschütztes Schloss im Ortsteil Groß Germersleben der Stadt Oschersleben (Bode) in Sachsen-Anhalt. Es galt als eines der ältesten und besterhaltenen Schlösser der Magdeburger Börde. Am 3. November 1999 brannte das Schloss durch Brandstiftung größtenteils aus. Kurze Zeit später wurde auch der Dachstuhl des bis dahin noch weitgehend unversehrten Treppenturmes im Schlosshof durch Schwelbrand zerstört.

## Geschichte

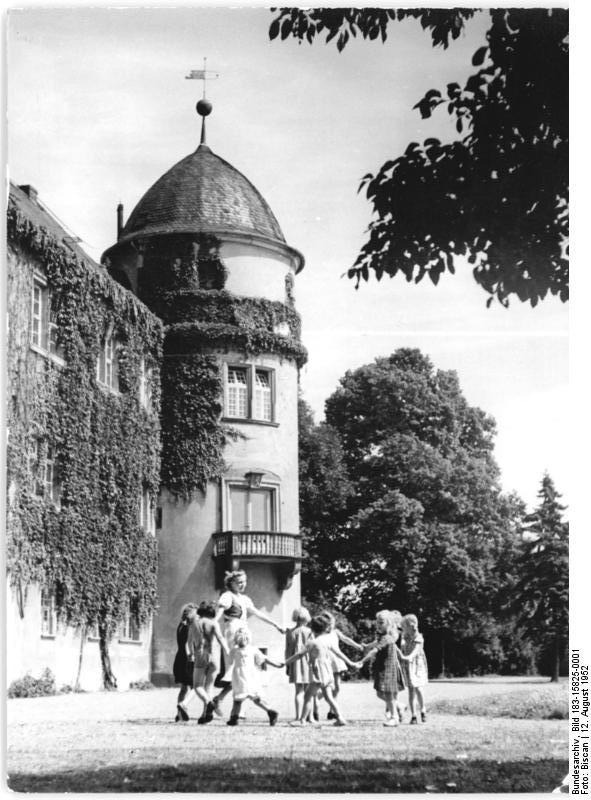
Kindergartengruppe vor dem Schloss Groß Germersleben (1952)

Im Jahre 937, zum Zeitpunkt der urkundlichen Ersterwähnung von Groß Germersleben unter dem Namen Germesleva, gab es vermutlich bereits im Ort eine Niederungsburg. Die erste schriftliche Erwähnung der Burg stammt aus dem Jahre 1286. Damals befand sie sich im Besitz des Erzbischofs von Magdeburg und wurde u. a. als Behausung der Ehefrau des Ritters Erich von Esebeck genutzt. Im darauffolgenden Jahrhundert bis in das Spätmittelalter setzten die Magdeburger Erzbischöfe die Burg Germersleben mehrfach als Pfandobjekt ein. Im Jahre 1489 belehnte Erzbischof Ernst von Magdeburg seinen Hofmarschall Hans von Kotze mit der Burg Germersleben. Als Mannlehen blieb die Burg in den folgenden Jahren im Besitz des magdeburgischen Adelsgeschlechts von Kotze.
Zwischen 1536 und 1601 veranlasste die Familie von Kotze einen schlossartigen Neubau der Burganlage im Stil der Renaissance. Es entstand eine regelmäßige dreiflügelige Anlage mit vier dreiviertelrunden Ecktürmen sowie einem mit Wendelstein versehenen zusätzlichen Treppenturm im Schlosshof. 1596 war der Wendelstein noch im Bau, und 1601 wurde die Wasserkunst in Betrieb genommen.
Aufgrund finanzieller Schwierigkeiten verkaufte die Familie von Kotze im Jahre 1830 die Schlossanlage. Die neuen Besitzer veranlassten eine Modernisierung mit teilweisem Umbau der Anlage. Das Herrenhaus nebst Gutsbesitz war dann im Eigentum der Familie des Philipp Coqui, dessen Tochter Jenny den späteren Oberst und Rechtsritter des Johanniterordens Kurt von Byern (1849–1917) heiratete. Deren jüngster Sohn Henning von Byern (1893–1945), Major d. R. der Luftwaffe, war dann der letzte Besitzer des einst 751 ha großen Rittergutes vor der Enteignung durch die Bodenreform im Herbst 1945. Danach wurde das Schloss für Gemeinde- und Wohnzwecke sowie als Kindergarten genutzt.
Im Zweiten Weltkrieg war im Schloss u. a. ein Teil der Stadtbibliothek Magdeburg ausgelagert.

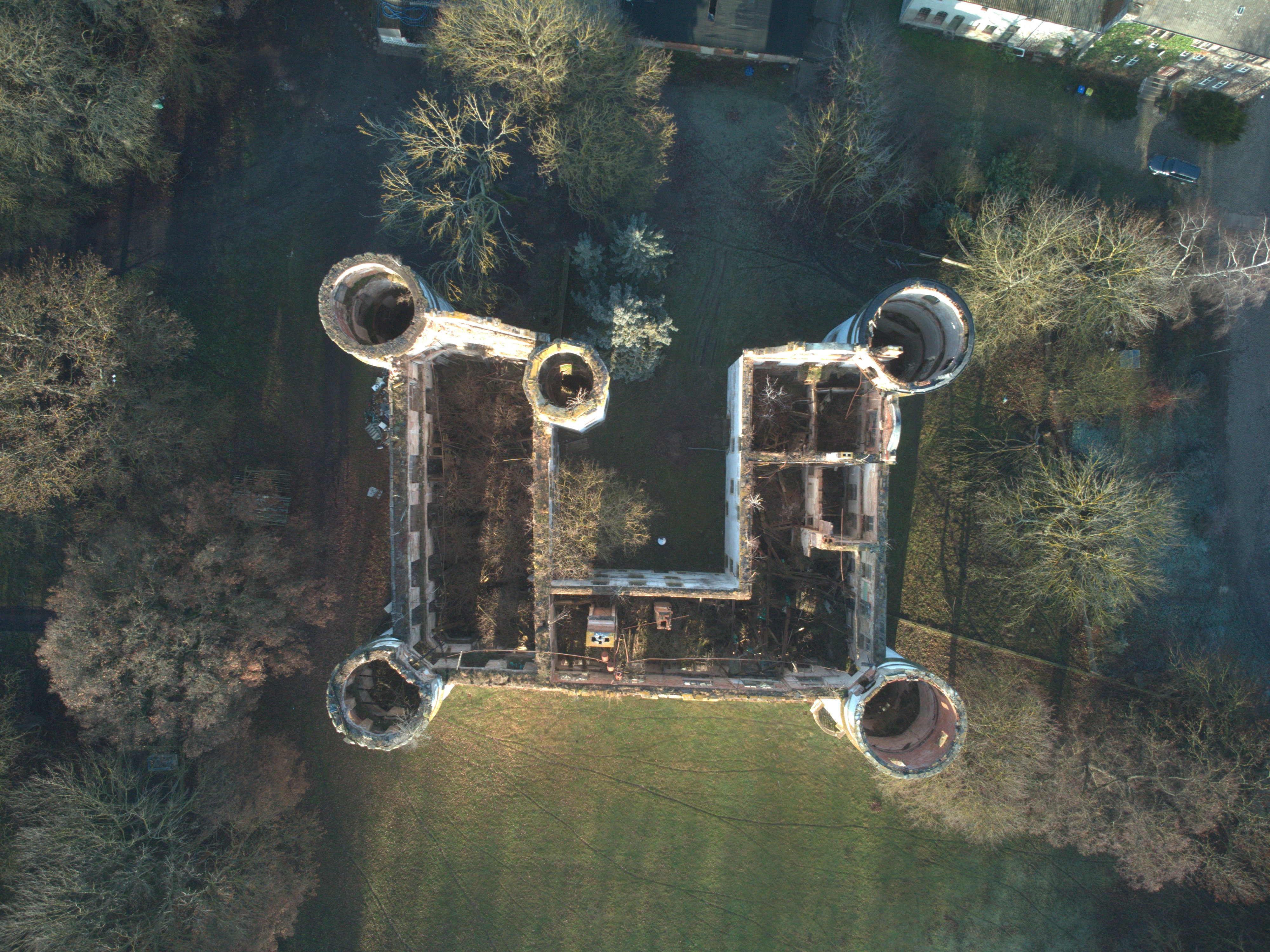
Schloss Groß Germersleben mit zerstörtem Dach in der Draufsicht

Die Gemeinde Groß Germersleben verkaufte Mitte der 1990er Jahre das Schloss an eine Privatperson, die ohne öffentliche Fördermittel 1996 die Schlossdächer erneuern und die Außenfassade sanieren ließ. 1999 wurde das Schloss erneut versteigert. Nach dem Brand erhielt der neue private Besitzer aus Bayern über 2 Millionen DM als Versicherungssumme ausgezahlt, die nicht in den Wiederaufbau investiert wurden.
Im März 2013 kaufte ein Rechtsrock-Veranstalter das Schloss Germersleben für 12.000 €, um auf dem zugehörigen Gelände Nazirock- bzw. Skinhead-Konzerte zu veranstalten. Allerdings konnte er die Auflagen der Stadt Oschersleben (Bode) nicht erfüllen, und so wechselte das Schloss im Februar 2014 erneut den Besitzer. Es gehört seitdem einem Privatmann aus Groß Germersleben.

## Denkmalschutz
Im örtlichen Denkmalverzeichnis ist die Ruine des Schlosses als Baudenkmal unter der Erfassungsnummer 094 12010 im Ortsteil Groß Germersleben unter der Bezeichnung Schloss von Boiren (statt von Byern) verzeichnet.

## Persönlichkeiten
Das Schloss ist der Geburtsort verschiedener Persönlichkeiten. Dazu zählen:
- Jacob Kotze (1590–1606), starb als Student an den Windpocken in Tübingen, woran ein wertvolles Epitaph in der dortigen Kirche erinnert
- Hans Wilhelm von Kotze (1802–1885), preußischer Beamter und Regierungspräsident von Köslin
- Gebhard von Kotze (1808–1893), preußischer Offizier, zuletzt im Range eines Generalleutnants

## Park
Zum Schloss Groß Germersleben gehört eine Parkanlage mit Teich, die im Jahre 1992 in die Liste der historischen Parks und Gärten Deutschlands aufgenommen wurde.